# Dysderoides
Dysderoides is een geslacht van spinnen uit de  familie van de Oonopidae (dwergcelspinnen).

## Soorten
- Dysderoides micans (Simon, 1893)
- Dysderoides typhlos Fage, 1946